# Rouvillers
 Rouvillers  es una población y comuna francesa, en la región de Picardía, departamento de Oise, en el distrito de Clermont y cantón de Saint-Just-en-Chaussée.

## Demografía
| 239 | 222 | 202 | 182 | 241 | 249 |
| Para los censos de 1962 a 1999 la población legal corresponde a la población sin duplicidades (Fuente: INSEE [Consultar]) |     |     |     |     |     |